# Осадка напівзануреного бурового судна
Осадка напівзануреного бурового устатковання регулюється завантаженням баласту для трьох режимів роботи — пересування, буріння і встановлення в резерв. Для руху нормальною вважають осадку 6 — 8 м; для максимальної стабільності при бурінні вона зростає до 20 — 25 м; для режиму резерву — 15 м.

## Варіанти
ОСАДКА СУДНА В РЕЖИМІ ВИЖИВАННЯ — осадка, передбачена конструкцією для переміщення напівзануреного бурового устаткування в суворих погодних умовах, наприклад, при вітрі в 100 вузлів.
ОСАДКА СУДНА ПРИ БУРІННІ — глибина води від кіля до ватерлінії, на яку занурюються напівзанурені бурові установки в буровому режимі. Для великих напівзанурених бурових установок осадка при бурінні може становити від 65 до 70 футів.